# Stephanolla cazapana
Stephanolla cazapana är en insektsart som beskrevs av Young 1977. Stephanolla cazapana ingår i släktet Stephanolla och familjen dvärgstritar. Inga underarter finns listade i Catalogue of Life.